# 楊傅
楊傅（?—?），字肖說，號夢岩，贵州遵義人，清朝政治人物、同進士出身。

## 生平
乾隆四十三年（1778年）戊戌科進士，三甲七十五名，選授河南內鄉縣知縣。

## 延伸阅读
[在维基数据编辑]